# Timothy Richards Lewis
Pour les articles homonymes, voir Lewis.
Timothy Richards Lewis est un médecin britannique, né le 31 octobre 1841 à Llanboidy dans le Carmarthenshire au Pays de Galles et mort le 7 mai 1886 à Woolston dans le Southampton.

## Biographie
Il est le fils de William et de Britania née Richards. Il quitte l’école à 15 ans pour entrer en apprentissage comme pharmacien à Narberth. En 1861, il part à Londres pour travailler au German Hospital et fait des études à l’University College de 1863 à 1866. Il obtient les diplômes de Bachelor of medicine et de Master of chirurgie en 1867. En 1868, il travaille comme chirurgien assistant pour l’armée, atteint le grade de sergent en 1873 et de sergent-major en 1880.
Lewis travaille avec David Douglas Cunningham (1843-1914) sur le choléra en Inde de 1869 à 1883. Il se marie avec Emily Francis Brown le 8 octobre 1879, union dont naîtra deux enfants.
En 1883, il devient professeur assistant de pathologie à l’école de santé des armées de Netley. En 1886, alors qu’il venait d’être recommandé pour devenir membre de la Royal Society, il meurt à 44 ans d’une pneumonie et d’une septicémie contractées alors qu’il pratiquait une autopsie.
Lewis étudie notamment les helminthes et d’autres parasites tant chez l’espèce humaine que chez l’animal. Il fait figure de pionnier dans l’étude de maladies tropicales comme le choléra ou la lèpre.

## Sources
- Ressource relative à la recherche :   - Biodiversity Heritage Library
- Notices dans des dictionnaires ou encyclopédies généralistes :   - Deutsche Biographie
  - Dictionary of Welsh Biography
  - Oxford Dictionary of National Biography
- Notices d'autorité :   - VIAF
  - ISNI
  - BnF (données)
  - LCCN
  - GND
  - Tchéquie
  - WorldCat
- Allen G. Debus (dir.) (1968). World Who’s Who in Science. A Biographical Dictionary of Notable Scientists from Antiquity to the Present. Marquis-Who’s Who (Chicago) : xvi + 1855 p.
- David I. Grove (2000). A History of Human Helminthology. Red-c2.com.  (ISBN 1 876809 08 6).

1. ↑  « http://discovery.nationalarchives.gov.uk/details/a/A13530954 »